# Chantal Akerman
Chantal Anne Akerman (Brussel·les, 6 de juny de 1950 - París, 5 d'octubre de 2015) fou una directora belga coneguda per les seves observacions sobre la vida quotidiana, el fet de ser dona, la sexualitat, l'aïllament i el judaisme. El seu treball més conegut és Jeanne Dielman, 23 Quai du Commerce, 1080 Bruxelles, reconegut per la crítica com una "obra mestra". L'any 2022 encapçalà la llista de Sight & Sound de les millors pel·lícules de la història segons 1.639 crítics d'arreu del món, una fita que només tres pel·lícules fins llavors havien obtingut: Ciutadà Kane, Vertigen (D'entre els morts) i El lladre de bicicletes. News from Home aconseguí el lloc 52.
Akerman fou una influent feminista en la cultura cinematogràfica.

## Infantesa i educació
Akerman va néixer a Brussel·les. La seva família van ser supervivents de l'holocaust a Polònia. Només va tenir una germana, la Sylviane Akerman. La seva mare, Natalia (Nelly), va sobreviure durant anys a Auschwitz on el seu pare sí que va ser assassinat.
Amb 18 anys, Akerman va entrar a l'Institut National Supérieur des Arts du Spectacle et des Techniques de Diffusion, una escola de cinema. La seva mare li va donar suport preferint que estudiés al fet que es casés jove. Finalment, Akerman va abandonar els estudis durant el primer curs per produir el seu curt Saute ma ville.

## Relació amb la seva mare
Des de ben petita Akerman i la seva mare van tenir una relació molt propera, cosa que la cineasta va plasmar en diverses pel·lícules, com No Home Movie o News from Home. En aquesta última, Akerman utilitza cartes que la seva mare li escriu com a narració en off i per descriure el dia a dia quotidià per a tothom. L'any 2015 estrenà el seu últim projecte, No Home Movie, en què es va dedicar a rodar els últims mesos de vida de la seva mare, principalment els que hi passava a la cuina.

## Mort
Segons la seva germana gran, Akerman havia estat hospitalitzada per depressió. Després de l'alta hospitalària, va tornar a París, on deu dies després va ser trobada morta. Segons Le Monde la causa de la mort va ser el suïcidi.

## Filmografia

### Llargmetratges de ficció
Akerman n'és directora i guionista de tots els següents projectes, amb una excepció: Letters Home, del qual només és directora. A més, sols exerceix de productora en Je, tu, il, elle i en La Folie Almayer.
Akerman també apareix com a actriu en Je, tu, il, elle (com a protagonista) i amb un cameo en Jeanne Dielman, moll del Comerç, 23, 1080 Brussel·les.
Sonia Wieder-Atherton, compositora i parella d'Akerman fins a la seva mort, compon la banda sonora d'Histoires d'Amérique, Un divan a Nova York i Demain on déménage. A més, participa com a violoncel·lista en Golden Eighties, Nuit et jour, Un divan a Nova York, La Captive i Demain on déménage.
| Any  | Títol | Anotacions |
| ---- | --- | --- |
| 1973 | Hanging Out Yonkers                                                                                         | Se'n van rodar hores d'entrevistes però mai es va acabar. |
| 1974 | Je, tu, il, elle                                                                                            | Narra l'aïllament d'una dona, interpretada per Akerman, i els seus encontres sexuals. Va ser la primera escena cinematogràfica lèsbica i durant temps la més llarga.                                                                |
| 1975 | Jeanne Dielman, moll del Comerç, 23, 1080 Brussel·les (Jeanne Dielman, 23 Quai du Commerce, 1080 Bruxelles) | Descriu durant tres hores i vint-i-un minuts l'extrema ritualització de les tasques domèstiques d'un mestressa de casa vídua que viu amb el seu fill adolescent.                                                                    |
| 1978 | Les Rendez-vous d'Anna                                                                                      | Narra els viatges per Europa d'una directora de cinema i com la gent amb qui es troba li va explicant els seus secrets més íntims, tot i que ella no té pas interés en cap de les persones.                                         |
| 1982 | Toute une nuit                                                                                              | Durant una calorosa nit unes 24 persones recorren els carrers i els bars intentant trobar alguna connexió emocional o sexual. |
| 1983 | L'homme à la valise                                                                                         | |
| 1986 | Golden Eighties                                                                                             | Un musical (amb la lletra escrita per Akerman) sobre l'amor no correspost i sobre passions d'un grup de treballadors i clients d'un saló de bellesa, una botiga de roba, d'un cinema i d'un bar, tot en el mateix centre comercial. |
| 1986 | Letters Home                                                                                                | Recreació amb dues actrius de la correspondència de Sylvia Plath a la seva mare. |
| 1989 | Histoires d'Amérique                                                                                        | Narra les crisis d'identitat i les dificultats d'un grup de jueus als Estats Units, entre els quals hi ha supervivents de l'holocaust.                                                                                              |
| 1991 | Nuit et jour                                                                                                | El marit d'una parella presenta a la seva muller un company amb qui tindrà un romanç. |
| 1994 | Portrait d’une jeune fille de la fin des années 60 á Bruxelles                                              | Film autobiogràfic d'una noia enamorada de la seva millor amiga. Fet per a televisió. |
| 1996 | Un divan a Nova York (Un divan à New York)                                                                  | Única pel·lícula d'Akerman doblada al català (al 2001). |
| 2000 | La Captive                                                                                                  | Inspirada en La Prisonnière, de Marcel Proust. Un home intenta saber-ho tot sobre una dona a la qual té captiva al seu pis a París. Tot i això, la dona aconsegueix trobar un espai de llibertat tant física com mental.            |
| 2004 | Demain on déménage                                                                                          | Comèdia que narra la relació entre una mare i una filla quan decideixen viure juntes després d'enviudar la mare. |
| 2011 | La Folie Almayer                                                                                            | |

### Curtmetratges de ficció
Akerman n'és guionista i directora de tots els curts següents:
| Any  | Títol                                                   | Minuts             | Anotacions |
| ---- | ------------------------------------------------------- | ------------------ | --- |
| 1968 | Saute ma Ville                                          | 13                 | Primer treball d'Akerman. Curt, que també protagonitza, en què una dona atrapada en la seva vida decideix fer explotar la cuina de casa seva. |
| 1971 | L'enfant aimé ou Je joue à être une femme mariée        | 35                 | Confessions entre una mare i la seva filla, amb la mateixa Akerman, simpatitzant més amb la filla, que hi és present. |
| 1972 | La Chambre                                              | 11                 | Akerman n'és l'editora també. Plans en 360° d'una dona (Akerman) fent diferents feines cada cop que la càmera ha donat una volta sencera. |
| 1973 | Le 15/8                                                 | 42                 | Codirigit, coescrit, coeditat i cofotografiat amb Samy Szlingerbaum. Akerman també hi apareix com a actriu. És el 15 d'agost i una noia es troba sola al seu pis, moment perfecte perquè en un monòleg reflexioni sobre la seva vida. |
| 1984 | J'ai faim, j'ai froid                                   | 12 (100 antologia) | Akerman dirigeix i escriu un segment per a la pel·lícula antològica Paris vu par, 20 ans après, en què dues noies recorren París sense diners i sense casa intentant no passar ni fred ni gana; per sort la seva amistat les fa estar sempre juntes. |
| 1984 | New York, New York bis                                  | 8                  | Curt perdut. La trama gira al voltant d'un suïcidi. |
| 1986 | La paresse, també conegut com Portrait d'une Paresseuse | 14                 | Segment per a la pel·lícula antològica Seven Women, Seven Sins. Akerman, de nou com a actriu, es desperta, però la mandra pot més que ella. |
| 1986 | Le marteau                                              | 4                  | Curt humorístic amb l'escultor Jean-Luc Vilmouth, un martell i el joc de la cadira. |
| 1986 | Mallet-Stevens                                          | 7                  | Curt rodat al mateix carrer en què Robert Mallet-Stevens dissenyà unes cases. |
| 1991 | Pour Febe Elisabeth Velásquez, El Salvador              | 3 (110 antologia)  | Akerman dirigeix un segment de la pel·lícula antològica Contre l'oubli, treball que Amnistia Internacional va encarregar per denunciar la violació de drets humans per motius polítics. Akerman dedica el curt a la sindicalista Febe Elizabeth Velásquez, assassinada per una bomba juntament amb altres sindicalistes. Febe fou secretària general de la Federació Nacional Sindical de Treballadors d'El Salvador. |
| 1992 | Le déménagement                                         | 42                 | Un home es trasllada del seu antic pis a un de molt més modern i equipat. Allí comença un monòleg sobre la indecisió. |
| 2007 | Tombée de nuit sur Shanghaï                             | 15 (60 antologia)  | Segment per a la pel·lícula antològica L'État du monde. |

### Documentals
| Any  | Títol                                                                  | Duració | Anotacions |
| ---- | ---------------------------------------------------------------------- | ------- | --- |
| 1972 | Hotel Monterey                                                         | 62      | Primer llargmetratge d'Akerman en què, utilitzant les imatges d'un hotel, narra des del luxe fins als lloc més claustrofòbics. |
| 1977 | News from Home                                                         | 85      | Akerman narra, utilitzant com a veu en off la correspondència amb la seva mare entre 1971 i 1973, el dia a dia dels habitants de Nova York, ciutat on la directora va viure un temps.                                                                          |
| 1980 | Dis-moi                                                                | 46      | Akerman entrevista dones jueves d'avançada edat que van sobreviure a l'holocaust. |
| 1983 | Les Années 80                                                          | 82      | Descripció de Golden Eighties, en què Akerman ensenya com treballa amb actors, com es componen les coreografies o com se'n defineix cada pla. |
| 1983 | Un jour Pina à demandé                                                 | 57      | Documental en què Akerman segueix personalment i professional la coreògrafa Pina Bausch, que es troba de gira per l'l'Alemanya Occidental, Itàlia i França. Ambdues comparen les seves carreres i les seves similituds.                                        |
| 1984 | Lettre d'un cinéaste                                                   | 8       | Encàrrec en què el programa Cinéma, cinémas (1982-1991) li pregunta a Chantal Akerman què cal per ser una directora. Ella respon humorísticament que només hi cal menjar, dormir i vestir-se.                                                                  |
| 1989 | Les trois dernières sonates de Franz Schubert                          | 49      | Documental sobre les tres últimes sonates de Franz Schubert. El pianista Alfred Brendel interpreta les sonates a més de fer-ne un exhaustiu repàs. Sonia Wieder Atherton també n'interpreta unes peces.                                                        |
| 1989 | Trois strophes sur le nom de Sacher                                    | 12      | Concert de Sonia Wieder-Atherton interpretant Trois Strophes sur le nom de Sacher de Henri Dutilleux. |
| 1993 | D'Est                                                                  | 107     | Documental sense diàlegs rodat a Polònia, Lituània, Ucraïna, Rússia i Alemanya després de la dissolució de l'URSS, en què Akerman disseca els moments de tensió i dubtes d'una societat que ha canviat totalment.                                              |
| 1997 | Chantal Akerman par Chantal Akerman                                    | 64      | Documental sobre la filmografia d'Akerman com a encàrrec pel programa de televisió Cinéma de nôtre temps. |
| 1999 | Sud                                                                    | 71      | Documental sobre l'assassinat de James Byrd Jr. a mans de tres supremacistes blancs als Estats Units. Byrd fou arrossegat per un cotxe fins a morir. |
| 2002 | De l'autre côté                                                        | 103     | Akerman també n'és una de les tres directores de fotografia. Narra la immigració il·legal entre Mèxic i els Estats Units i com aquests últims utilitzen com a mètode punitiu la deportació a punts desèrtics i muntanyosos d'Arizona.                          |
| 2003 | Avec Sonia Wieder-Atherton                                             | 41      | Documental que repassa la vida i la carrera d'Atherton, la seva decisió d'aprendre a tocar el violoncel i finalment una gravació d'una peça musical interpretada per Atherton.                                                                                 |
| 2006 | Là-bas                                                                 | 78      | Akerman n'és directora de fotografia juntament amb Robert Fenz. Vivint temporalment a Tel-Aviv (Palestina), Akerman, sense sortir del seu pis, reflexiona sobre la identitat jueva, la seva infantesa i la seva família.                                       |
| 2009 | A l’Est amb Sonia Wieder-Atherton (À l'Est avec Sonia Wieder-Atherton) | 52      | Vista a Catalunya a la Mostra Internacional de Films de Dones. Gravació a Varsòvia d'un concert de Sonia Wieder-Atherton juntament amb l'Orquestra Simfònica.                                                                                                  |
| 2015 | No Home Movie                                                          | 115     | Akerman n'és directora de fotografia. Última pel·lícula d'Akerman, en què retrata la seva relació amb la seva mare a partir de converses gravades sobretot a la cuina. Akerman rodà 40 hores de material. La seva mare morí poc després del final del rodatge. |